# Iima
iima（イーマ）は、永山マキ（ボーカル）とイシイタカユキ（ギター）による音楽ユニット。2人はバンドモダーン今夜のメンバーでもある、

## 略歴
- 2011年 - 永山マキ×イシイタカユキとして活動を開始。都内カフェ等でライブをする。
- 2012年-2016年 - 永山マキ×イシイタカユキ名義でCMソング等をてがける。また画家や作家とのコラボレーションライヴ等を行う。
- 2016年 - アートイベント『アトリエの丘』にて、カメラマンいわいあやの写真・映像とのコラボレーションライブ『写真は歌う』活動開始。
- 2016年 永山マキ×イシイタカユキのユニット名が『iima』に決定。
- 2017年 - 復興イベントThe Day Project Meeting in 南阿蘇 vol,1に出演。KOO-KIの白川東一のアニメーションと永山マキが作詞作曲した『最終回のうた』のコラボレーションライブを上映。
- 2018年2月 - デビューアルバム『最終回のうた』リリース。

## ディスコグラフィー
- 最終回のうた(2018年)[1]

## 出演
ラジオ
- 2017年4月4日 - 2018年3月 LOVE FM transit radio TUE 永山マキ＆イシイタカユキの「iimaな時間」毎週火曜20時 -（90分）[2]

## 起用・タイアップ
CM
- キリン 世界一の九州をつくろう TVCM　iima『未完成の絵』音楽／作詞・作曲／歌唱
- 神戸市観光CM iima『はじめはひとりで座っていた』音楽／作詞・作曲／歌唱
- マリンワールド海の中道「海のあお 空のあお」篇 音楽／作詞・作曲／歌唱
- サニクリーンのウォーターサーバー 「サニクリーンの天然水」新CM ~水しりとり編〜　音楽／作曲・歌唱
- のみもののよみもの第3話（番外編）Cafe&Meal MUJIのクリームソーダ 音楽／作詞・作曲／歌唱／ナレーション
- 皿の上の九州PV 音楽／作詞・作曲／歌唱
- 福岡市 2015年7月 青空篇60秒 出演／歌唱
- 西鉄ホーム サニーヴィラ Bird view篇 音楽／作曲／歌唱
- フランソア・ナチュレル「はじめてのチュウ」音楽／歌唱
- フワンソアナチュレル THE HIGH-LOWS「日曜日よりの使者」カバー　音楽／歌唱

アニメ
- 『最終回のうた』[3]

番組
- FBS「#かぞくのすまいる」（毎週土曜午前11:55 - ）の主題歌「まないたの音」[4]